# Escriptura rústica
L'escriptura rústica (en llatí capitalis rustica) és una forma de cal·ligrafia majúscula de l'antiga Roma. Com que el terme tenia una connotació negativa en contraposició amb les més elegants majúscules quadrades romanes, l'historiador i paleògraf alemany Bernhard Bischoff va introduir el terme majúscules canòniques per denominar aquesta forma d'escriptura.

## Forma

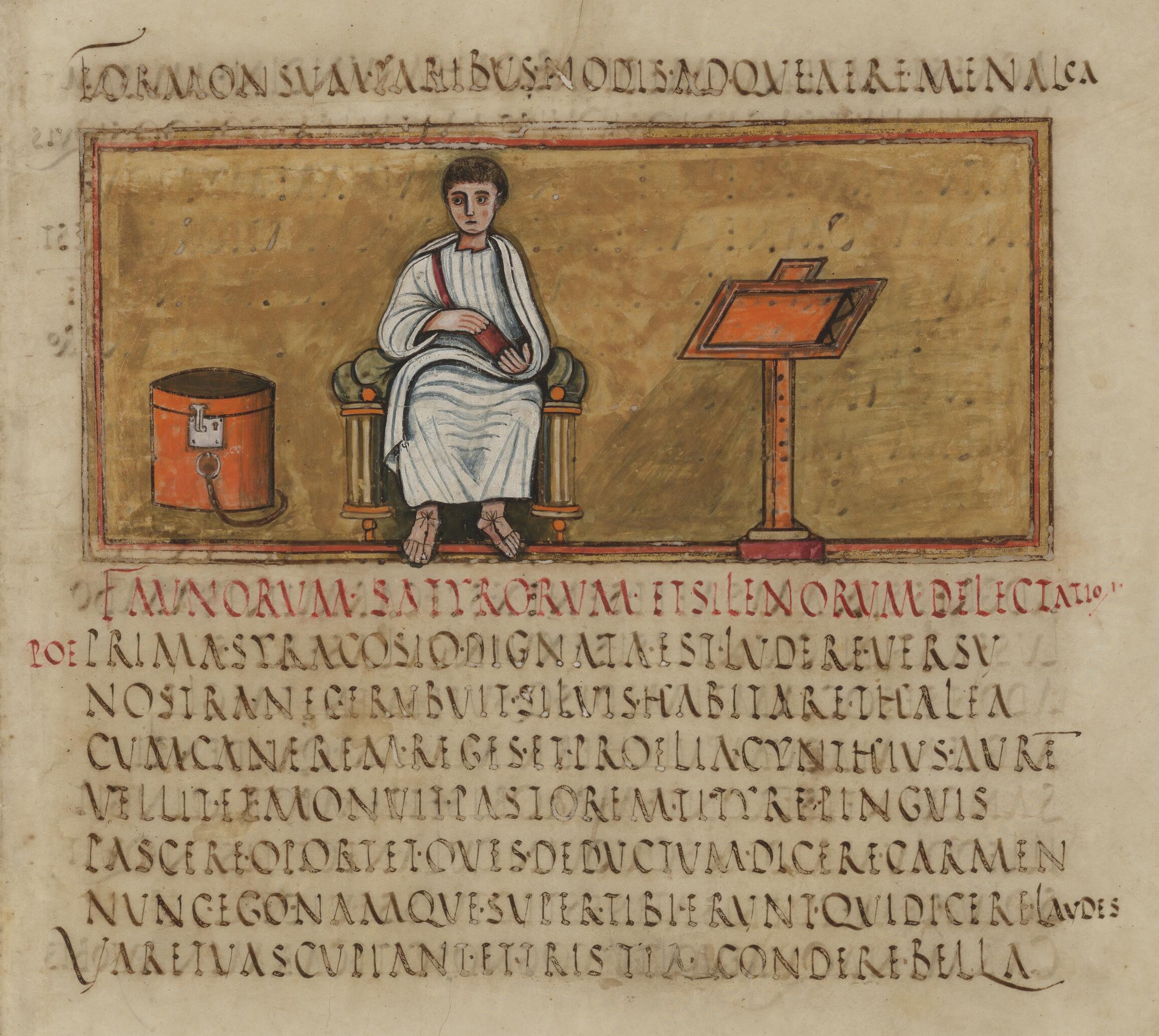
Pàgina de Vergilius Romanus escrita en rústica i amb una representació de Virgili

La cal·ligrafia majúscula rústica té una forma semblant a la majúscula lapidària però menys rígida i rectilínia, ja que va ser concebuda per escriure amb ploma i tinta sobre papir o pergamí en lloc de ser gravada com les majúscules quadrades. Les seves lletres són més estretes, més altes que amples, per comprimides per tal d'aprofitar l'espai. En l'escriptura rústica hi ha més línies corbes i algunes tenen traços que depassen inferiorment la línia de la base, a diferència de les majúscules quadrades.

## Història
Aquest tipus d'escriptura es va usar entre els segles I i IX, encara que va ser més habitual entre els segles IV i VI. Després del segle v les majúscules rústiques van començar a caure en desús, però van continuar utilitzant-se com a lletres de portada i als títols, mentre que per al text principal es feia servir la cal·ligrafia uncial.
Han sobreviscut uns cinquanta manuscrits escrits íntegrament amb escriptura rústica, entre els quals s'inclouen quatre còpies de les obres de Virgili com el Vergilius Vaticanus i el Vergilius Romanus, una còpia d'una obra de Terenci i una obra de Prudenci. Aquesta cal·ligrafia només s'usava per a les còpies de luxe dels autors clàssics pagans, mentre que els únics autors cristians que la van usar van ser Prudenci i Seduli.